# 박종진 (1980년)
박종진 (朴鐘珍, 1980년 5월 4일 ~ )은 대한민국의 전 축구 선수로, 선수 시절 포지션은 측면 수비수였다. 2003년 대구 FC의 창단 멤버로 데뷔하여 2014년 은퇴할 때까지 군 복무 기간을 제외하면 원클럽맨으로 활약하였다.

## 클럽 경력
호남대학교를 졸업하고 대구 FC의 창단 멤버로 입단하여 2014년까지 대구 FC에서 활약한 원클럽맨이다. 그는 대구 FC의 창단 멤버로 2003년부터 2007년까지 모든 시즌을 대구 FC에서 플레이하였다. 2007 시즌을 마치고 2년 동안의 병역 의무를 위하여 상무에 입대하였다. 2008 시즌에는 상무에서 다수의 경기에 출전하였지만 2009 시즌에는 부상으로 한 경기도 출전하지 못하였다.
2009년 10월 22일에 제대하고 대구 FC에 복귀하였다. 돌아온 즉시 2009 시즌 마지막 경기에 출전하였다. 2010년 7월 25일 경남 FC를 상대로 통산 200경기 출전을 달성하였다.
2014 시즌 후 현역 은퇴를 선언하고 U-12 팀인 대구신흥초등학교 축구부의 감독을 맡게 되었으며, 대구 FC에서는 12년 간 그가 썼던 "24번"을 12년 간 결번하기로 했다.

## 클럽 통계
2011년 1월 13일 기준
| 클럽  | 클럽      | 클럽      | 리그 | 리그 | 컵   | 컵   | 리그컵 | 리그컵 | 총계 | 총계 |
| 시즌  | 클럽      | 리그      | 출장 | 득점 | 출장 | 득점 | 출장   | 득점   | 출장 | 득점 |
| ----- | --------- | --------- | ---- | ---- | ---- | ---- | ------ | ------ | ---- | ---- |
| 2003  | 대구 FC   | K리그     | 39   | 0    | 2    | 0    | -      | -      | 41   | 0    |
| 2004  | 대구 FC   | K리그     | 19   | 0    | 1    | 0    | 8      | 0      | 28   | 0    |
| 2005  | 대구 FC   | K리그     | 20   | 0    | 3    | 0    | 10     | 0      | 33   | 0    |
| 2006  | 대구 FC   | K리그     | 26   | 0    | 3    | 0    | 10     | 0      | 39   | 0    |
| 2007  | 대구 FC   | K리그     | 18   | 1    | 2    | 0    | 10     | 0      | 30   | 1    |
| 2008  | 상무      | K리그     | 23   | 0    | 1    | 0    | 5      | 0      | 29   | 0    |
| 2009  | 상무      | K리그     | 0    | 0    | 0    | 0    | 0      | 0      | 0    | 0    |
| 2009  | 대구 FC   | K리그     | 1    | 0    | 0    | 0    | 0      | 0      | 1    | 0    |
| 2010  | 대구 FC   | K리그     | 19   | 0    | 1    | 0    | 2      | 0      | 22   | 0    |
| 2011  | 대구 FC   | K리그     |      |      |      |      |        |        |      |      |
| 합계  | 대구 FC   | 대구 FC   | 142  | 1    | 12   | 0    | 40     | 0      | 194  | 1    |
| 합계  | 광주 상무 | 광주 상무 | 23   | 0    | 1    | 0    | 5      | 0      | 29   | 0    |
| 총 계 | 총 계     | 총 계     | 165  | 1    | 13   | 0    | 45     | 0      | 223  | 1    |